# ЛГБТ у фантастиці

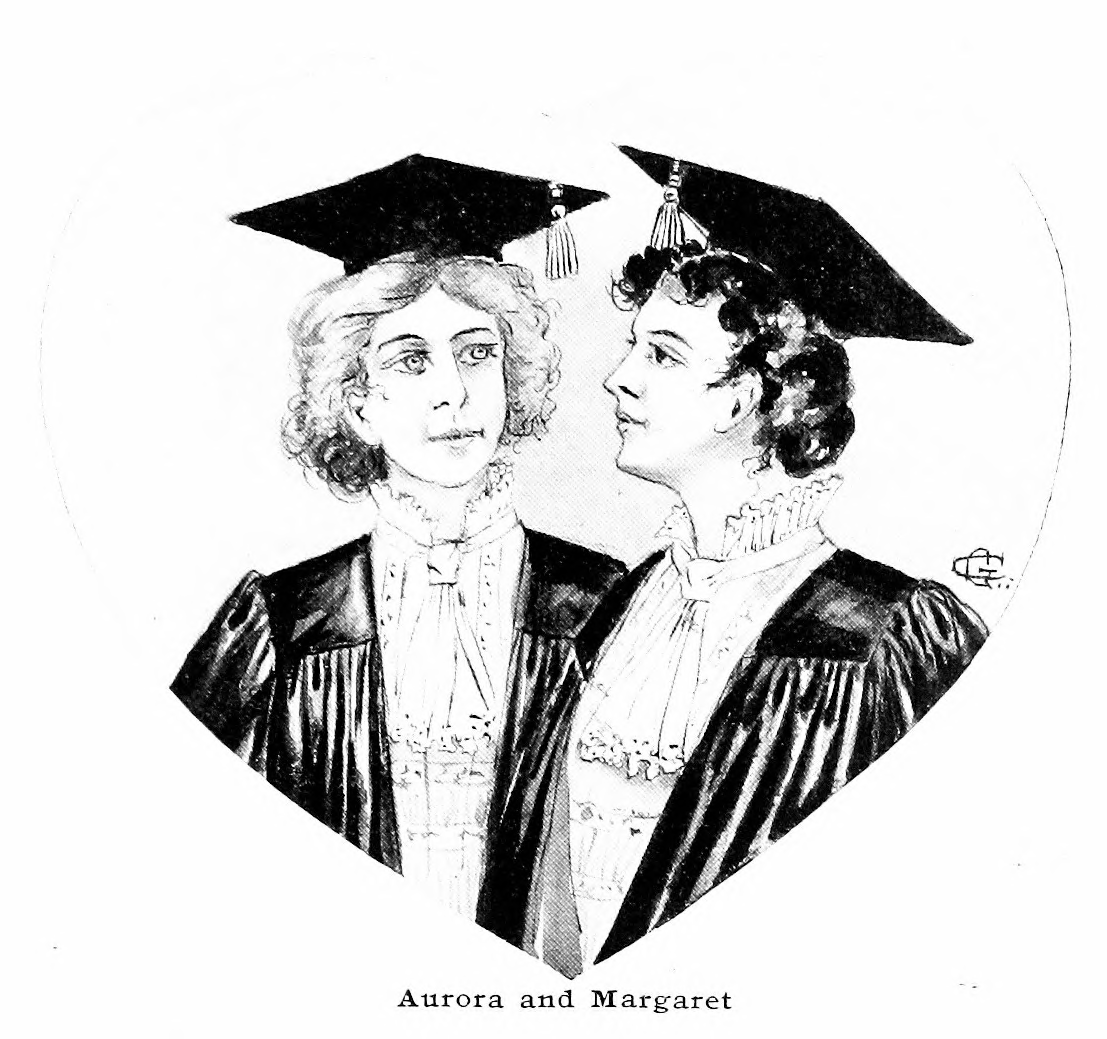
Аврора і Маргарет, героїні науково-фантастичного лесбійського роману Ґреґорі Каспаряна 1906 року «Англо-американський альянс: серйозно-комічний роман і прогноз майбутнього»

ЛГБТ-теми у фантастиці включають теми лесбійок, геїв, бісексуалів або трансгендерів (ЛГБТ) у науковій фантастиці, фентезі, фантастиці жахів і суміжних жанрах.[a] Такі елементи можуть включати ЛГБТ-персонажа як головного персонажа чи головну героїню, або дослідження сексуальності чи статі, які відхиляються від гетеронормативного.
Наукова фантастика та фентезі традиційно були пуританськими жанрами, орієнтованими на чоловічу авдиторію, і можуть бути більш обмежені, ніж нежанрова література, своїми умовностями опису та ефектом, який ці умовності мають на зображення сексуальності та статі. Проте спекулятивна література також дає авторству та читацтву свободу уявляти суспільства, які відрізняються від культур реального життя. Ця свобода робить фантастичну літературу корисним засобом дослідження сексуальних упереджень, змушуючи читацтво переглянути свої гетеронормативні культурні припущення. Крім того, такі критики, як Нікола Гріффіт, стверджували, що ЛГБТ-читачі сильно ототожнюють себе з мутантами, інопланетянами та іншими аутсайдерськими персонажами, які зустрічаються в фантастиці.

## Історія
До 1960-х років явна сексуальність будь-якого роду в фантастичній літературі була рідкістю, оскільки редактори, які контролювали те, що публікувалося, намагалися захистити свій ключовий ринок читачів-підлітків чоловічої статі. У міру того, як читацька аудиторія розширилася, стало можливим включити персонажів, які були неприхованими гомосексуалістами, хоча вони, як правило, були лиходіями, а лесбійки залишалися майже зовсім не представленими. У 1960-х роках наукова фантастика та фентезі почали відображати зміни, спричинені рухом за громадянські права та появою контркультури. Нова хвиля та автори феміністської наукової фантастики усвідомлювали культури, в яких гомосексуальність, бісексуальність і різноманітність гендерних моделей були нормою, і в яких симпатичні зображення альтернативної сексуальності були звичним явищем.
Починаючи з 1980-х років, гомосексуальність набув набагато більшого загального визнання і часто був включений у традиційні фантастичні художні історії. З'явилися роботи, які виходили за межі простого уявлення гомосексуальності до дослідження конкретних проблем, пов'язаних із ЛГБТ-спільнотою. Цьому розвитку сприяла зростаюча кількість відкритих геїв чи лесбійок серед авторства та їх раннє визнання фанатами фантастичної художньої літератури. З'явилися спеціалізовані гей-видавництва та низка нагород, що визнавали досягнення ЛГБТ у цьому жанрі, і до двадцять першого століття відверта гомофобія більше не вважалася прийнятною для більшості читачів та читачок фантастичної літератури.
Одночасно спостерігалося збільшення показу гомосексуальності в нелітературних формах фантастики. Включення тем ЛГБТ у комікси, телебачення та кіно продовжує привертати увагу засобів масової інформації та суперечки, тоді як уявна відсутність достатнього представлення разом із нереалістичними зображеннями провокує критику з боку джерел ЛГБТ.

## Критичний аналіз

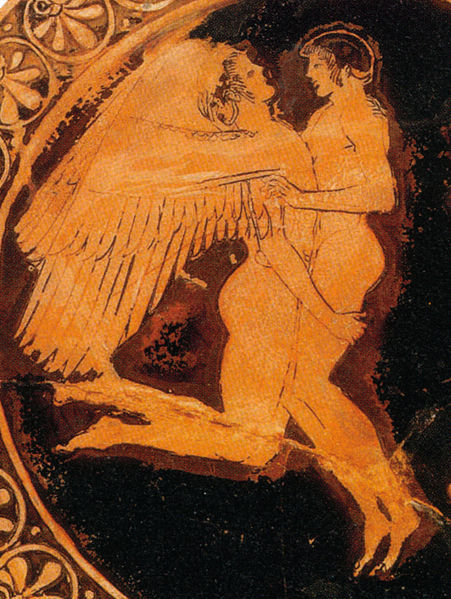
Зефір і Гіакінф: грецька міфологія, яка часто описує гомосексуальність, є джерелом для багатьох сучасних фантастичних вигадок, а міфічні персонажі продовжують з'являтися у фантастичних історіях.

Як жанри популярної літератури, наукова фантастика (НФ) і фентезі часто здаються більш обмеженими, ніж нежанрова література, своїми умовностями опису та впливом, який ці умовності мають на зображення сексуальності та статі. Особливо наукова фантастика традиційно була пуританським жанром, орієнтованим на чоловічу аудиторію. Секс часто пов'язують із огидою в фантастиці та жахах, а сюжетів, заснованих на сексуальних стосунках, переважно уникають у жанрі фентезі. З іншого боку, наукова фантастика та фентезі також можуть надати більше свободи, ніж реалістична література, щоб уявити альтернативи стандартним припущенням гетеросексуальності та маскулінності, які пронизують багато культур. Зараз гомосексуальність є загальноприйнятою рисою наукової фантастики та фантастичної літератури, її поширеність пов'язана з впливом визвольних рухів лесбійок-феміністок та геїв.
У художній літературі жанру фантастики екстраполяція дозволяє авторству зосереджуватися не на тому, як усе є (чи було), як це робить позажанрова література, а на тому, як все може бути інакше. Це надає науковій фантастиці якість, яку критик наукової фантастики Дарко Сувін назвав «когнітивним відчуженням»: визнання того, що ми читаємо, не є світом, яким ми його знаємо, а світом, відмінності якого змушують нас переглянути свій власний порівняно з чужим, перспективним. Коли екстраполяція стосується сексуальності чи статі, це може змусити читацтво переглянути свої гетеронормативні культурні припущення; свобода уявляти суспільства, відмінні від культур реального життя, робить НФ ефективним інструментом для дослідження сексуальних упереджень. У науковій фантастиці такі відчужувані особливості включають технології, які суттєво змінюють стать або репродукцію. У фентезі такі риси включають такі фігури, як міфологічні божества та героїчні архетипи, які не обмежені упередженнями щодо людської сексуальності та статі, що дозволяє їх переосмислювати. Научні фантасти також зобразили безліч інопланетних методів розмноження та сексу, деякі з яких можна розглядати як гомо- чи бісексуальні через бінарно-гендерну призму людини.
Незважаючи на свободу, яку пропонують жанри, гей-персонажі часто залишаються надуманими та стереотипними, і більшість науково-фантастичних історій сприймають як належне продовження гетеронормативних інститутів. До альтернативної сексуальності зазвичай підходять алегорично або шляхом включення персонажів ЛГБТ таким чином, щоб не суперечити основним уявленням суспільства про гендерні ролі. Твори, в яких фігурують ЛГБТ-персонажі, швидше за все, написані письменницями, і їх сприйматимуть як націлені на інших жінок або дівчат; відомі письменники-чоловіки менш схильні досліджувати теми геїв та лесбійок.
Умоглядна фантастика традиційно була «прямою»; Семюел Ділейні писав, що спільнота наукової фантастики переважно складається з білих чоловіків-гетеросексуалів, але частка меншин, включаючи геїв, загалом вища, ніж у «літературній» групі. Включення гомосексуальності в науково-фантастичну культуру було описано в Science Fiction Culture як «іноді відставання від загального населення, іноді стрімко випереджаючи». Нікола Гріффіт написала, що ЛГБТ-читацтво, як правило, сильно ототожнює себе з аутсайдерським статусом мутантів, інопланетян і персонажів, які в науковій фантастиці ведуть приховане або подвійне життя. Для порівняння, Джефф Раймен стверджував, що ринки жанрів геїв і фантастики несумісні, а його книжки продаються як на одному, так і на іншому, але ніколи не на обох, а Девід Сід сказав, що пуритани науково-фантастичної фантазії заперечують фантастику, яка фокусується на м'яких темах наукової фантастики та маргіналізовані групи (включно з «гей-науковою фантастикою») є «справжньою» науковою фантастикою. Гейську та лесбійську наукову фантастику часом об'єднували в окремі піджанри наукової фантастики і мають певну традицію окремих видавців та нагород.

### Прото-НФ

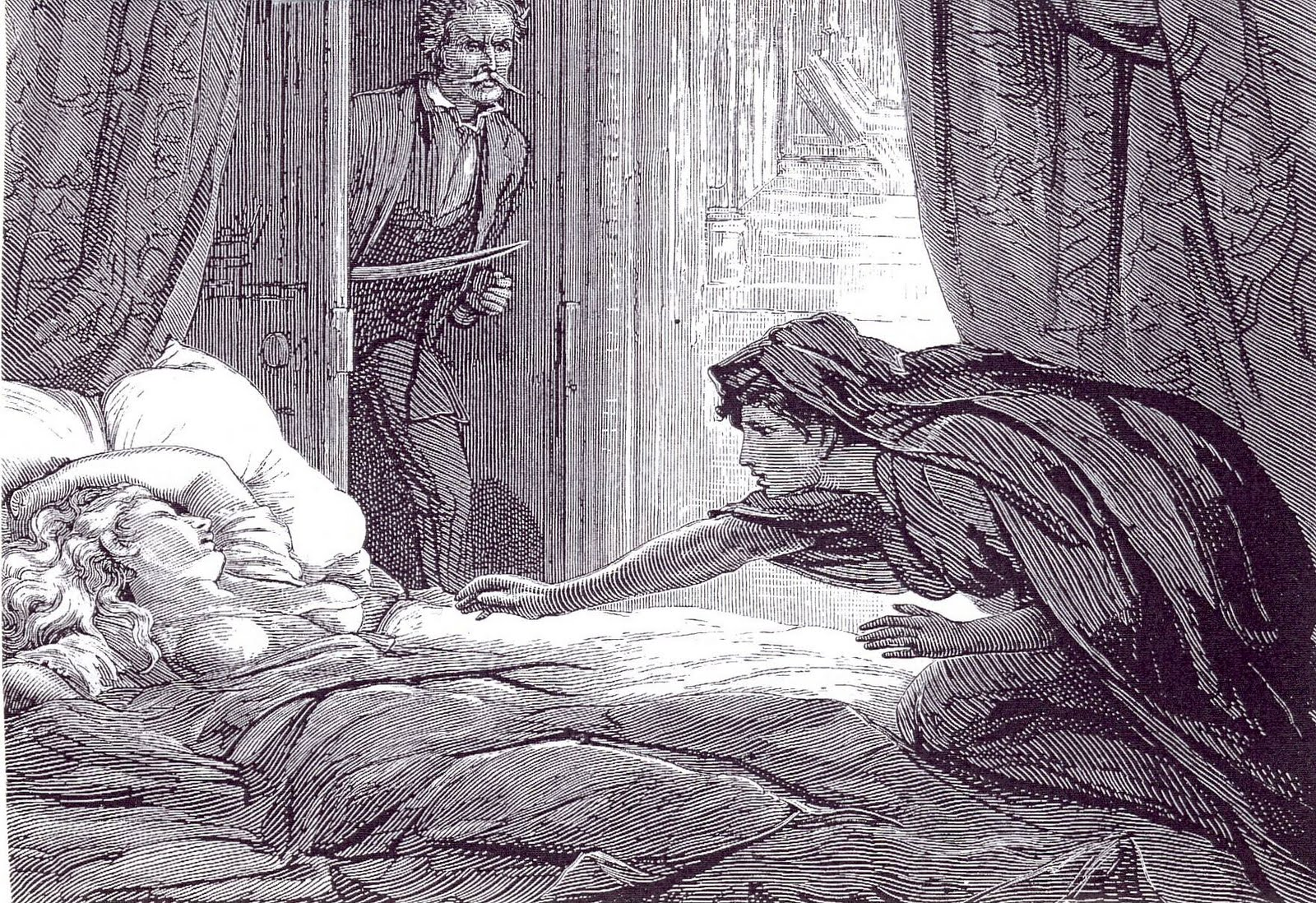
Ілюстрація Д. Х. Фрістона, що супроводжувала першу публікацію новели про лесбійських вампірок «Кармілла» в журналі The Dark Blue у 1872 році.

«Правдива історія» грецького письменника Лукіана (120—185 рр. н. е.) була названа найдавнішим зразком наукової фантастики, що зберігся і першою в історії «ЛГБТ-науково-фантастичною історією». Оповідача раптово огортає тайфун і несе до місяця, де живе суспільство людей, які воюють із сонцем. Після того як герой відзначився в бою, король видає йому заміж свого сина принца. Повністю чоловіче суспільство розмножується (тільки діти чоловічої статі), народжуючи від стегна або вирощуючи дитину з рослини, отриманої шляхом посадки лівого яєчка в місячний ґрунт.
В інших протофантастичних творах сам секс, будь-якого типу, прирівнювався до низьких бажань або «звірства», як, наприклад, у «Мандрах Гуллівера», де анімалістичні та відверто сексуальні єгу протиставляються стриманим і розумним гуїнгнам. Відверте трактування сексуальних тем у літературі до ХІХ століття оминалося в більшості фантастичної художньої літератури, хоча Венді Пірсон писала, що питання статі та сексуальності були центральними для наукової фантастики з моменту її появи, але ігнорувалися читацтвом та критикою аж до кінця ХХ ст. Серед ранніх творів, які містили теми ЛГБТ і показували, що гей-персонажі морально нечисті, включають першу лесбійську історію про вампірів «Кармілла» (1872) Шерідана Ле Фаню[b] та «Портрет Доріана Грея» (1890) Оскара Вайльда, які шокували сучасного читача з його чуттєвістю та відверто гомосексуальними героїнями та героями.
Англо-американський альянс, роман 1906 року Ґреґорі Каспаріана, був першим романом на тему наукової фантастики, який відкрито описує лесбійські романтичні стосунки.

### Епоха пульпу (1920–30-ті роки)
В епоху пульпу явна сексуальність будь-якого виду була рідкістю в жанрі наукової фантастики та фентезі. Протягом багатьох років редактори, які контролювали те, що публікується, відчували, що вони повинні захищати читацьку аудиторію підлітків чоловічої статі, яку вони вважали своїм головним ринком. Хоча обкладинки деяких пульп-журналів 1930-х років показували ледве одягнених жінок, яким загрожували інопланетяни з щупальцями, часто обкладинки були більш похмурими, ніж вміст журналів. У такому контексті такі письменники, як Едгар Пангборн, який у своїх творах описував пристрасну чоловічу дружбу, були винятковими; майже до кінця своєї кар'єри, включно з тим, що поцілунок був би занадто. Прихована сексуальність була такою ж важливою, як і відкрито розкрита. Таким чином, жанрова фантастика відображала суспільні звичаї того часу, паралельно звичайними упередженнями; це особливо стосувалося кримінального письма, більше ніж літературних творів того часу.
У міру розширення демографії читацької аудиторії стало можливим включати осіб, які були більш-менш неприхованими гомосексуалістами, але вони, відповідно до поглядів того часу, були, як правило, лиходіями: злими, божевільними чи жіночими стереотипами. Найпопулярнішою роллю для гомосексуаліста була роль «декадентського рабовласника», чия корумпована тиранія була приречена бути повалена молодим гетеросексуальним героєм. У цей період лесбійок майже не представляли ні як героїнь, ні як лиходійок.
Одним із найперших прикладів жанру наукової фантастики, який включає складну кількість нетрадиційної сексуальної активності, є ранній роман «Дивний Джон» (1935) Олафа Степлдона. Джон — мутант із надзвичайними розумовими здібностями, який не дозволить себе зв'язати багатьма правилами, нав'язаними звичайним британським суспільством його часу. У романі чітко натякає на те, що він спокушає старшого хлопця, який стає відданим йому, але також страждає від образи, яку ці стосунки створюють для його власної моралі.

### Золотий вік (1940–50-ті роки)
За словами Джоанни Расс, у Золотий вік наукової фантастики жанр «рішуче ігнорував всю тему» гомосексуальності. Однак у 1950-х роках, коли читацька аудиторія наукової фантастики та фентезі почала старіти, такі письменники, як Філіп Хосе Фармер і Теодор Стерджен, змогли ввести більш явну сексуальність у свої твори. Однак до кінця 1960-х років мало хто з інших письменників описував альтернативну сексуальність або переглядав гендерні ролі або відкрито досліджував сексуальні питання. Більшість ЛГБТ-персонажів зображувалися карикатурно, наприклад, «амазонками-чоловіконенависницями», а спроби зобразити співчутливо чи нестереотипно гомосексуалів були зустріті вороже.
Під час золотого віку наукової фантастики Стерджен написала багато оповідань, які наголошували на важливості кохання, незважаючи на поточні соціальні норми. У його оповіданні «Добре втрачений світ» (1953),[c] вперше опублікованому в журналі Universe, зображені гомосексуальні втікачі іншопланетяни та нерозділене (і табуйоване) людське гомосексуальне кохання. Слоган обкладинки Universe був «[Його] найсміливіша історія»; її делікатне ставлення до гомосексуальності було незвичайним для наукової фантастики, що публікувалась у той час, і зараз це розглядається як віха у науково-фантастичному зображенні гомосексуальності. За анекдотом, переказаним Семюелем Р. Делані, коли Стерджен вперше подала історію, редактор (Хейвуд Браун) не лише відхилив її, але й зателефонував усім іншим редакторам, яких він знав, і закликав їх також відхилити її. Пізніше Стерджен напише Роман із зеленою мавпою, в якому досліджує соціальні стереотипи щодо гомосексуалістів, а в 1960 році опублікує книгу «Венера плюс X», в якій зображено одностатеве суспільство, а гомофобію головного героя зображено несприятливо.
Образи гомосексуальних чоловічих спільнот залишалися сильно негативними в очах більшості авторської спільноти наукової фантастики. Наприклад, коли перенаселення відштовхує світ від гетеросексуальності в оповіданні Чарльза Бомонта «Крива людина» (1955), вперше опублікованому в Playboy, нелюдські гомосексуалісти починають пригнічувати гетеросексуальну меншість. У фільмі за мотивами роману Ентоні Берджесса Бажане сім'я (1962) для офіційного працевлаштування потрібна гомосексуальність; Берджесс розглядає це як один з аспектів неприродного стану речей, який включає жорстоку війну та крах природного світу.
Хоча Вільяма Берроуза зазвичай не називають жанровим письменником, він створив твори з сюрреалістичним оповіданням, яке віддаляло дію від звичайного світу, як це роблять наукова фантастика та фентезі. У 1959 році він опублікував «Голий ланч», перший з багатьох творів, таких як «Трилогія Нова» та «Дикі хлопці», у яких він пов'язав вживання наркотиків і гомосексуальність як антиавторитарну діяльність.

### Епоха нової хвилі (1960–70-ті роки)
Eric Garber, Lyn Paleo, "Preface" in Uranian worlds.
Наприкінці 1960-х наукова фантастика та фентезі почали відображати зміни, викликані рухом за громадянські права та появою контркультури. У межах жанрів ці зміни були включені в рух під назвою «Нова хвиля» рух, більш скептичний щодо технологій, більш звільнений соціально та більш зацікавлений у стилістичних експериментах. Письменники Нової хвилі частіше заявляли про інтерес до «внутрішнього космосу», а не до Космосу. Вони менш соромилися відкритої сексуальності та більше прихильно ставилися до перегляду гендерних ролей і соціального статусу сексуальних меншин. Під впливом редакторства і авторства Нової хвилі, таких як Майкл Муркок (редактор впливового New Worlds), симпатичні зображення альтернативної сексуальності та статі помножилися в науковій фантастиці та фентезі, ставши звичним явищем. Поява гей-образів також пояснюється впливом лесбійсько-феміністичних і гей-визвольних рухів у 1960-х роках. У 1970-х роках лесбійки та геї стали більш помітними серед науково-фантастичної спільноти та як авторство; Серед відомих ЛГБТ-авторів були Джоанна Расс, ТомасДіш і Семюел Ділейні.
Феміністські науково-фантастичні авторки уявляли собі культури, в яких гомо- та бісексуальність і різноманітність гендерних моделей були нормою. Жіночий чоловік Джоанни Расс (1975) і відзначена нагородами історія Коли все змінилося, що показує лесбійське суспільство, що без чоловіків процвітало, мали величезний вплив. Русс значною мірою відповідає за впровадження в наукову фантастику радикального лесбійського фемінізму; вона заявила, що бути відкритою лесбійкою погано для її кар'єри та продажів. Подібні теми досліджуються в удостоєному нагороди фільмі Джеймса Тіптрі-молодшого «Г'юстон, Г'юстон, ти читаєш?»[d], який представляє суспільство лише жінок після вимирання чоловіків від хвороб. У суспільстві немає стереотипно «чоловічих» проблем, таких як війна, але воно знаходиться в стагнації. Жінки розмножуються шляхом клонування, а чоловіків вважають смішними. Тіптрі була закритою бісексуальною жінкою, яка таємно писала під чоловічим псевдонімом і досліджувала сексуальний імпульс як свою головну тему.
Інші феміністські утопії не включають лесбійство: Урсула Ле Гуїн у творі«Ліва рука темряви» (1969) зображує трансвидову сексуальність, у якій індивіди не є ані «чоловіками», ані «жінками», але можуть мати як чоловічі, так і жіночі статеві органи та репродуктивні здібності, що робить їх у певному сенсі двостатевими. У «Мові ночі», збірці критики Ле Ґуїн, вона визнає, що «зовсім непотрібно замкнула гетенців у гетеросексуальність… пропуск [гомосексуального вибору] означає, що сексуальність є гетеросексуальністю. Я дуже про це шкодую». Ле Гуїн у своїх роботах часто досліджує альтернативну сексуальність і згодом написала багато історій, які досліджують можливості НФ для нетрадиційної гомосексуальності, наприклад, бісексуальний зв'язок між клонами в «Дев'яти життях».[e] Сексуальні теми та змінні статі також фігурують у роботах Джона Варлі, який став відомим у 1970-х роках. Багато його оповідань містять згадки про одностатеве кохання та героїв геїв і лесбійок. У його збірці оповідань і романів «Вісім світів» людство досягло здатності за примхи змінювати стать. Показано, що гомофобія спочатку перешкоджає застосуванню цієї технології, як у його оповіданні «Варіанти», оскільки вона породжує різкі зміни у стосунках, а бісексуальність згодом стає нормою для суспільства. У його трилогії «Гея» героїні — лесбійки, і майже всі герої певною мірою бісексуали.
Семюел Деілейні був одним із перших відкритих геїв-авторів наукової фантастики; у його ранніх оповіданнях гей-сексуальний аспект постає як «чуттєвість», а не як явні сексуальні посилання. У деяких оповіданнях, як-от «Вавилон-17» (1966), одностатеве кохання та одностатеві стосунки чітко маються на увазі, але їм надається свого роду захисне забарвлення, оскільки головний герой — жінка, яка перебуває у шлюбі трьох осіб із двома чоловіками. Прихильність усіх трьох персонажів один до одного знаходиться на першому місці, а сексуальна активність між ними прямо не описана. У своєму найвідомішому науково-фантастичному романі «Дхалгрен» (1975) Делані наповнює своє велике полотно персонажами найрізноманітніших сексуальних орієнтацій. Знову ж таки, сексуальна активність не є центром роману, хоча є деякі з перших чітко описаних сцен гей-сексу в фантастиці, а Ділейні зображує персонажів із різноманітними мотиваціями та поведінкою.
Новела Ділейні, яка отримала перемогу премії Неб'юла, «Так, і Гоморра» передбачає розвиток кастрованих людей-космонавтів, а потім зображує людей, які стають сексуально орієнтованими на них. Уявляючи нову стать і, як результат, сексуальну орієнтацію, історія дозволяє читацтву розмірковувати про реальний світ, зберігаючи відчужену дистанцію. Послідували й інші відзначені нагородами історії з персонажами-геями, такі як «Час, який розглядається як спіраль напівдорогоцінних каменів», зібрані в ретроспективі оповідань Ділейні «Так, і Гоморра» та інші історії. Ділейні зіткнувся з цензурою книгорозповсюджувальних компаній за трактування цих тем. У пізніших роботах теми геїв стають все більш центральними у творах Ділейні, викликаючи суперечки, а деякі стирають межу між науковою фантастикою та гей-порнографією. Науково-фантастична серія Ділейні «Повернення до Неверіона» була першим романом від великого американського видавництва, присвяченому впливу СНІДу, а пізніше він отримав Меморіальну нагороду Вільяма Вайтгеда за життєві досягнення в письменництві геїв і лесбійок. Його останній роман на гей-тематику — «Через долину гнізда павуків».
Samuel Delany, "Introduction" in Uranian worlds.
Інші відомі автори наукової фантастики наближалися до ЛГБТ-тем в окремих творах: у фільмі Роберта Гайнлайна «Достатньо часу для кохання» (1973) головний герой рішуче наголошує на свободі гомосексуального сексу в майбутньому, але секс з метою продовження роду залишається невід'ємним ідеалом. Жіночу бісексуальність у «Чужинці на чужій землі» (1961) описували як звичайне хвилювання, а чоловічу гомосексуальність у тому самому творі було показано «неправильною», такою, що заслуговує на співчуття. Використання Гайнлайном сексуальності обговорюється в есе під назвою «Збентеження наукової фантастики» письменника-фантастики Томаса Діша. Діш був публічним геєм з 1968 року; це час від часу зустрічалося в його поезії, зокрема в романі «На крилах пісні» (1979). Інші його великі науково-фантастичні романи також містили бісексуальних персонажів: у його романі-мозаїці 334 геїв називають «республіканцями» на відміну від гетеросексуальних «демократів». Однак він не намагався писати в конкретну спільноту: "Я сам гей, але я не пишу «гей-літературу».
Майкл Муркок був одним із перших авторів наукової фантастики, який зобразив у своїх романах позитивні зображення гомосексуальних, лесбійських і бісексуальних стосунків і сексу. Наприклад, у його романі «Остаточна програма» 1965 року більшість головних персонажів, у тому числі головний «герой» Джеррі Корнеліус, неодноразово вступають у одностатеві стосунки, і одностатеві стосунки зображені як цілком нормальні та без будь-яких моралізацій, негативних наслідків або необґрунтованих хвилювань, це стосується всієї серії творів Джеррі Корнеліуса та загалом у художній літературі Муркока (зокрема, у серії «Танцівниці наприкінці часів») сексуальність розглядається як поліморфна та змінна, а не заснована на фіксованих ідентичностях і гендерних ролях.
Елізабет А. Лінн є відкритою лесбійською письменницею наукової фантастики та фентезі, яка написала численні твори з позитивними ЛГБТ-героями та героїнями. Її романи «Хроніки Торнора» (1979–80), перший з яких отримав Всесвітню премію в жанрі фентезі, були одними з перших романів у жанрі фентезі, де одностатеві стосунки розглядалися як нічим не примітна частина культурного середовища, а також містили відверті та симпатичні зображення одностатевих способів кохання; третій роман викликає особливий лесбійський інтерес. Її науково-фантастичний роман «Інше світло» (1978) описав одностатеві стосунки між двома чоловіками і надихнув назву книжкового магазину та мережі ЛГБТ «Інше світло». «Чарівна лесбійська казка» «Жінка, яка любила місяць» також отримала Всесвітню премію в жанрі фентезі та є головною історією в збірці «Жінка, яка любила місяць» Лінн, яка також містить інші ЛГБТ-фантастичні історії.

### Сучасна фантастика (після нової хвилі)
Wendy Pearson, Science Fiction Studies.
Після розсунення кордонів у 1960-х і 1970-х роках гомосексуальність отримала набагато більшу толерантність і часто включаласья у звичайні науково-фантастичні історії з незначними коментарями. Цьому сприяла зростаюча кількість відкритих геїв чи лесбійських авторів, таких як Дейвід Джеррольд, Джефф Раймен, Нікола Гріффіт і Мелісса Скотт, і письменників-трансгендерів, таких як Джессіка Аманда Салмонсон, і письменниця, яка описувала прогрес зміни своєї статі на сторінках Літературного журналу фентезі і терору. У 1980-х роках відверта гомофобія вже не вважалася прийнятною для більшості читацтва. Проте зображення нереалістичних лесбійок продовжують поширюватися для розчулення гетеросексуалів у жанрових творах. У 1990-х історіях, що зображують альтернативну сексуальність, відродилося.
Уранські світи Еріка Гарбера та Лін Палео були складені в 1983 році та є авторитетним довідником із науково-фантастичної літератури, присвяченої геям, лесбійкам, трансгендерам тощо. Книга охоплює науково-фантастичну літературу, видану до 1990 року (2-е видання, 1990), надаючи короткий огляд і коментар до кожного твору.
У «Ітані з Атоса» (1986) Лоїс Макмастер Буджолд титульним «невродливим героєм» є гей-акушер доктор Ітан Уркхарт із одностатевого світу Атоса, чия небезпечна пригода разом із першою жінкою, яку він коли-небудь зустрічав, представляє як майбутнє суспільства, де гомосексуальність є нормою, як сексизм і гомофобія в нашому власному світі.
Кіберпанк, жанр, який виник у середині 1980-х, розглядався як значною мірою гетеронормативний і маскулінний, хоча деякі критики заперечують феміністські та «квір»-інтерпретації. Мелісса Скотт, лесбійська письменниця, написала кілька кіберпанківських творів, у яких помітно зображені ЛГБТ-персонажі, у тому числі «Проблема та її друзі», відзначені нагородою «Лямбда» (1994) і «Людина-тінь» (1995), останню також включили до Зали слави Gaylactic Spectrum. Скотт повідомила, що через змішування кліше кіберпанку з політичними темами рецензенти назвали деякі з цих робіт «надто гейськими». Багато інших науково-фантастичних робіт Скотта також містять теми ЛГБТ; вона сказала, що вона вирішила писати про гей-теми, використовуючи фантастику, тому що ці жанри дозволяють їй досліджувати ситуації, в яких до ЛГБТ-людей ставляться краще чи гірше, ніж насправді, і що це також створює відчужену дистанцію для читачів, які не сприймають такі теми, які можуть інакше відчувати звинувачення в подібних дискримінаційних практиках, як ті, що описані в книгах.
Починаючи з 1980-х років було опубліковано кілька антологій фантастичної короткометражної прози на тематику ЛГБТ, першою була «Споріднені душі» (1984) на тему наукової фантастики за редакцією Джеффрі М. Елліота. Ці антології часто зосереджені на конкретних сексуальних ідентичностях, як-от серіал «Нові подвиги лесбійок» із назвами у жанрах фентезі («Чарівні лесбійки», «Казкові лесбійки») та жахів («Сутінкові лесбійки»). Інші згруповані навколо певних жанрів, як-от відзначена нагородами серія «Вигин пейзажу» під редакцією Ніколи Гріффіт і Стівена Пейджела, у якій кожен із трьох томів присвячений науковій фантастиці, фентезі чи жахам; або орієнтовані на жахи антології Квір-жаху за редакцією Майкла Роу.
ЛГБТ-персонажі стали досить поширеними, тому Важкий путівник у країну фантазій Діани Вінн Джонс містить запис про геїв-магів як фантастичне кліше. Такі персонажі зустрічаються в роботах Мерседес Лекі, таких як трилогія «Останній вісник-маг» (1989), удостоєна премії «Лямбда», в якій головні герої геї мають магічні здібності. Їхні стосунки є невід'ємною частиною історії, яка розгортається у вигаданій країні Вальдемар. Велика частина розширеної серії є негетеросексуальними взірцями для молодших читачів.
Дейвід Джерролд — відкритий гей-письменник-фантаст із низкою творів на тему ЛГБТ. «Людина, яка склалася» (1973) досліджує нарцистичне кохання мандрівника в часі, який влаштовує гей-оргії з альтернативними версіями себе, включаючи жіночу та лесбійську версії. Відзначений кількома нагородами «Стрибок з планети» (2000) Джеррольда є першою книгою в серії для молодих людей, у якій батько викрадає трьох своїх синів і відправляється на Місяць; один син — гей, і його відмовили в коледжі, оскільки він не має права на стипендію, доступну для гетеросексуалів, які погоджуються змінити свою сексуальну орієнтацію, щоб запобігти перенаселенню. Геррольд отримав премію Nebula Award за напівавтобіографічну новелу «Марсіанське дитя» (1994), у якій гей усиновлює дитину. Пізніше історія була розширена до книги, і був створений художній фільм, в якому головний герой був прямолінійним, що викликало критику.
Джефф Раймен написав кілька відзначених нагородами романів і оповідань, у яких помітно фігурують ЛГБТ-персонажі: героїня «Дитячого саду» (1989), аутсайдерка через свій опір генетичним маніпуляціям і її лесбійство, вступає в стосунки з такою ж ізгоєю-лесбійкою ведмедицею. «Хіть» (2001) розповідає про гея, який виявляє, що його сексуальні фантазії чарівним чином здійснюються. Був (1992) включає актора-гея, хворого на СНІД, і психічно хвору дитину, яка зазнала жорстокого поводження, пов'язаних їхнім зв'язком із книгами та фільмом «Чарівник країни Оз». В інтерв'ю журналу Локус Райман стверджував, що жанрові ринки геїв і фантастики несумісні:
У 1990 році, якби ви запитали мене, ким гірше бути: геєм чи письменником-фантастом, я б відповів, що геєм: це вб'є вас до смерті на ринку. Тоді вийшов «Вас» … Це було в гей-секціях книжкових магазинів і в гей-журналах, але вони не говорили про НФ — тоді я зрозумів, що бути письменником-фантастом гірше, ніж бути геєм.

### ХХІ століття
Початок ХХІ століття ознаменувався постійним зростанням фантастичної художньої літератури про ЛГБТ. Деякі приклади наведено нижче.
Роман Ларісси Лай Дівчина з солоною рибою (2002) описує лесбійські стосунки в контексті антиутопічного корпоративного майбутнього. У романі представлені азійсько-канадійські персонажі в цих лесбійських стосунках, включаючи расову та етнічну ідентичність у дивне розуміння фантастики. Дівчина із солоною рибою використовує дивні ідеї щодо продовження роду та тіл, оскільки персонажі можуть народжувати без сперми, з'їдаючи плоди дуріана. У 2002 році він увійшов до короткого списку премії Джеймса Тіптрі-молодшого.
Карнавал Елізабет Бір (2006) повертається до традиції одностатевого світу, коли пара чоловіків-послів-шпигунів-геїв намагається проникнути та підірвати переважно лесбійську цивілізацію Нової Амазонії, матріархальні правителі якої майже поневолили своїх чоловіків. Роман-антиутопія Сари Голл «Армія Кархуллана» (2007), опублікований у США під назвою «Дочки Півночі», фактично показує лесбійок як головних персонажів. Роман отримав премію Джона Ллевелліна Різа 2007 року та премію Джеймса Тіптрі-молодшого, а також увійшов до короткого списку премії Артура Кларка 2008 року. Можливо, про еволюцію суспільного сприйняття одностатевих стосунків говорить те, що в оглядах ці стосунки не згадуються або згадуються лише на периферії.
Антиутопічний роман Рафаеля Гругмана «Нетрадиційне кохання» (2008) описує перевернутий світ, у якому змішані шлюби заборонені, а зачаття відбувається в пробірках. У сім'ях лесбійок одна з жінок виношує дитину, тоді як гомосексуальні пари звертаються до сурогатних матерів, щоб народити своїх дітей. Нідерланди — єдина країна, де дозволені змішані шлюби. У цьому світі відкидається інтимність між протилежними статями, фальсифікується світова історія та класика світової літератури, щоб підтримувати ідеологію гомосексуального світу. Автор малює гротескну ситуацію, але в основі цієї історії лежить ідея про те, що суспільство має бути толерантним, приймати й поважати право кожної людини бути собою.
Оглядаючи сферу фантастики про лесбійські романи в 2012 році, Ліз Бурк дійшла висновку, що вона залишається нішевим піджанром неоднакової якості, але згадала Джейн Флетчер, Кріс Енн Вулф, Барбару Енн Райт, Сандру Баррет і Рут Діас як значних учасниць. Зовсім недавно у підлітковому фантастичному романі Ріка Ріордана «Дім Аїда» 2013 року персонаж Ніко ді Анджело висловлює романтичні почуття до головного героя Персі Джексона. З точки зору гендерної ідентичності, роман Кіма Стенлі Робінсона 2012 року 2312 зображує світ змінної статі, де «уявлення про себе для статі» включають жіноче, чоловіче, андрогінне, гіандроморфне, гермафродитне, двостатеве, інтерсексне, середнє, євнухове, несексуальне, недиференційоване, гейське, лесбійське, квір, інвертоване, гомосексуальне, поліморфне, лабільне, бердаче, хіджреське та дводушне. У 2013 році дебютний лесбійський фентезійний роман Натасії Гелленталь «Прокляття королеви» став бестселером Amazon, а в її серії «Комієнті» головна героїня бісексуалка і закохується в героїню-лесбійку. Комієнті є надприродним/паранормальним двостатевим видом.
Маннерпанк-серія романів Еллен Кушнер Наконечник меча розповідає про гомосексуальних і бісексуальних героїв та героїнь у фантастичному світі Ріверсайду XVIII століття. Це породило Наконечник меча: тремонтен, тринадцять частин «Фантазії манер», написану різними авторами. Аудіокниги Наконечника меча отримали нагороду Audie Award 2013 за найкращу аудіодраму, нагороду Earphones від журналу AudioFile та нагороду Communicator Award: Золота нагорода відмінності (аудіо) 2013 року. Сиквел Продовження гри «Падіння королів», написаний спільно з дружиною Кушнера Делією Шерман, отримав премію Wilbur Award 2014.
У сфері додаткової фантастики також відбулося збільшення представництва ЛГБТ. Зокрема, починаючи з 2001 року було докладено спільних зусиль, щоб дослідити це в ліцензованій літературі Зоряний шлях. У Зоряний шлях: Глибокий космос дев'ять, післясерійні романи після закінчення однойменного телесеріалу, перехідна лінія в одній серії до певного виду, андоріанців, одруження вчетверо дозволило дослідити чотиристатевий вид, які були партнерами двох «чоловічих» і двох «жіночих» видів. У романі Гарака Ендрю Робінсона «Зрив у часі» натякає на пансексуальність його персонажа, що було продовжено в наступних романах, зокрема в романі Уни МакКормак «Багряна тінь» 2014 року. В оригінальному серіалі «Зоряний шлях: Авангард», створеному Марко Палмієрі та Девідом Аланом Маком, двома головними героями були офіцер-лесбійка-вулканка і агент розвідки лесбійка-клінгонка.
Сара Вотерс — валлійська письменниця, популярна для лесбійських романів історичних часів, найчастіше вікторіанської епохи. Серед її популярних робіт — «Чайовий оксамит» (1998) і «Фінгерсміт» (2002).

## Комікси та манга
Протягом більшої частини ХХ століття ЛГБТ-стосунки не заохочувалися показувати в коміксах, які вважалися в основному спрямованими на дітей. До 1989 року Управління кодексу коміксів (УКК), яке запровадило де-факто цензуру коміксів, що продаються через газетні кіоски в Сполучених Штатах, забороняло будь-які припущення про гомосексуальність. Художникам доводилося робити тонкі натяки, не вказуючи прямо на орієнтацію персонажа. Відверті теми геїв і лесбійок вперше були знайдені в підпільних і альтернативних назвах, які не мали печатки схвалення УКК.
УКК з'явилася у відповідь на фільм Фредріка Вертама «Зваблення невинних», у якому творців коміксів звинуватили в спробі негативно вплинути на дітей за допомогою зображень насильства та сексуальності, включаючи підсвідому гомосексуальність. Вертам стверджував, що сила та незалежність Диво-жінки зробили її лесбійкою, і заявив, що «історії про Бетмена можуть стимулювати дітей до гомосексуальних фантазій».
Останніми роками кількість ЛГБТ-персонажів значно зросла в основних коміксах про супергероїв та супергероїнь; однак ЛГБТ-персонажів продовжують виконувати ролі другого плану, що викликає критику за ставлення до геїв.

### Marvel
Нортстар з Польоту Альфа був першим великим гей-персонажем у всесвіті Marvel і залишається найвідомішим гей-персонажем у мейнстрімових коміксах. Створений Marvel Comics у 1979 році як член оригінальної команди супергероїв Політ Альфа, сексуальна ідентичність Нортстара була подана натяком на початку його історії, у 1983 році в випусках 7 і 8 Політ Альфа, але відкрито не заявлена; Його очевидна відсутність інтересу до жінок пояснювалася його одержимим прагненням перемогти як лижного чемпіона. У випуску 106 Політ Альфа 1992 року нарешті було виявлено, що цей персонаж є геєм, і його ідентифікація потрапила в заголовки національних газет.
У 2002 році Marvel Comics у своєму випуску Marvel MAX відродила серію Равгайд Кід, представивши першого відкритого гей-персонажа коміксів, який знявся у власному журналі. Перше видання гей-саги Равгайд Кід називалося Slap Leather. За статтею CNN.com, сексуальність персонажа передається опосередковано, за допомогою евфемізмів і каламбурів, а стиль коміксів — кемпі. Консервативні групи швидко запротестували проти того, що герой став геєм, і стверджували, що це зіпсує дітей, а на обкладинках слід писати «Лише для дорослих».
У відповідь на протести консерваторів у політиці Marvel було зазначено, що всі серіали, в яких наголошуються сольні гей-персонажі, повинні мати позначку «Лише для дорослих». Але в 2006 році головний редактор Marvel Джо Кесада заявив, що ця політика більше не діє, і Marvel отримав нагороду GLAAD за найкращий комікс 2005 року за свій супергеройський комікс Молоді месники, який включав геїв, але був опублікована як основна книга без попередження. У 2012 році, незважаючи на протести, Marvel опублікував випуск Вражаючі Люди Ікс, у якому Нортстар одружився зі своїм партнером Кайлом.

### DC
DC часто критикують за використання стереотипів щодо персонажів ЛГБТ. Вогнище, супергерой, який дебютував у 1941 році, на думку деяких, є раннім прикладом, з його рожевим або прозорим костюмом. Письменник Рой Томас писав словесні бульки з думками, які припускали, що Вогнище був залучений у гей-стосунки зі своїм помічником і охоронцем Слаггером Данном, хоча ці натяки ніколи не виходили за рамки підтексту. Більш сучасним прикладом є жорстокий супергерой Опівночник. Було показано, що Бетменоподібний Опівночник перебував у стосунках із Суперменоподібним Аполлоном, коли вони були членами команди супергероїв Орган влади. Опівночник і Аполлон зараз одружені і мають прийомну дочку – Опівночник знявся у власному фільмі. У 2006 році комікси DC все ще могли привернути увагу широкої масової інформації, оголосивши нове, лесбійське втілення добре відомого персонажа Бетвумен, хоча відкрито другорядні лесбійські персонажі, такі як офіцерка поліції Готем-Сіті Рене Монтойя, у франшизі вже існували.
Окрім справжніх ЛГБТ-персонажів, точаться суперечки щодо різних гомосексуальних інтерпретацій найвідоміших героїв коміксів-супергероїв. Стосунки Бетмена з Робіном, як відомо, потрапили під пильну увагу, незважаючи на те, що більшість творців, пов'язаних із творцем, заперечували, що персонаж є геєм. Психолог Фредрік Вертам, який у «Звабленні невинного» стверджував, що «історії про Бетмена є психологічно гомосексуальними», стверджував, що знайшов «тонку атмосферу гомоеротизму, яка пронизує пригоди зрілого „Бетмена“ та його молодого друга „Робіна“». Також було стверджено, що Бетмен цікавий гей-аудиторії, оскільки «він був одним із перших вигаданих персонажів, на якого напали через його передбачувану гомосексуальність», а «телесеріал 1960-х років залишається пробним каменем табору». Френк Міллер описав стосунки між Бетменом і Джокером як «гомофобний кошмар»; він вважає, що персонаж сублімує свої сексуальні потяги до боротьби зі злочинністю.
Деякі продовжують відтворювати гомосексуальні інтерпретації Бетмена. Один відомий приклад стався у 2000 році, коли DC Comics відмовився надати дозвіл на передрук чотирьох панелей (з Бетмена № 79, 92, 105 і 139) для ілюстрації статті Крістофера Йорка «Всі в сім'ї: гомофобія та комікси Бетмена в 1950-х». Ще одна трапилася влітку 2005 року, коли художник Марк Чемберлен продемонстрував кілька акварелей, на яких були зображені Бетмен і Робін у непристойних і відверто сексуальних позах. DC пригрозив як художнику, так і галереї Kathleen Cullen Fine Arts судовим позовом, якщо вони не припинять продавати роботи та вимагатимуть усі залишки мистецтва, а також будь-які прибутки, отримані від них.
Багато гей-персонажів DC, таких як Обсидіан і Рене Монтойя, були змінені або фактично стерті під час перезапуску The New 52 2011 року. Тим часом іншим, таким як Бетвумен, приділялося набагато менше уваги, ніж до перезавантаження. У 2012 році DC оголосив, що у новому всесвіті DC «знаковий» персонаж тепер буде геєм. Потім було виявлено, що цим персонажем був Алан Скотт, оригінальний Зелений Ліхтар. Це призвело до обурення фанатів, оскільки його статус «знакового» є дискусійним, і він насправді не існує в мейнстрімі всесвіту DC. Це також фактично означало, що і без того веселий персонаж Обсидіан не міг існувати, оскільки він був дитиною Алана Скотта.

### Манга
Яой та юрі (також відомі як Кохання хлопців і Кохання дівчат відповідно, а також Сьонен-ай і Сьодзьо-ай на Заході, хоча вони не використовуються в Японії через педофільний підтекст) — це японські жанри, які містять гомосексуальну романтику на різні теми. Яої та юрі поширилися за межі Японії: як перекладені, так і оригінальні яой та юрі тепер доступні в багатьох країнах багатьма мовами. Персонажі яої та юрі не схильні самоідентифікувати себе як гомосексуалів чи бісексуалів. Як і в багатьох манґах та аніме, тропи та середовища у жанрі фантастики та фантастики є звичайними: наприклад, Ай но Кусабі, серія легких романів яой 1980-х років, описана як «magnum opus» жанру кохання хлопців, включає касту наукової фантастики система. Симон був описаний як «чудовий науково-фантастичний серіал», який не повинен покладатися на свій контент юрі, щоб привернути увагу аудиторії.
Яой піддавався критиці за стереотипне та гомофобне зображення його персонажів і відсутність вирішення проблем геїв. Гомофобія, коли вона взагалі представлена як проблема, використовується як сюжетний прийом для «підсилення драматизму» або щоб показати чистоту кохання головних героїв. Метт Торн припустив, що, оскільки BL — це романтична розповідь, сильні політичні теми можуть «відключити» читачів. Критики стверджують, що жанр кидає виклик гетеронормативності через «квір» бішьонен.
Існує також стиль манги під назвою Барa, який зазвичай пишуть геї для дорослих чоловіків-геїв. Бара часто має більш реалістичні теми, ніж яой, і, швидше за все, визнає гомофобію та табуйовану природу гомосексуальності в Японії. У той час як західні коментатори іноді об'єднують бара та яой, автори та шанувальники вважають їх окремими жанрами.

## Кіно і телебачення
Загалом фантастика на телебаченні та в кіно відстає від літератури у своїх зображеннях гомосексуальності. Сексуальні стосунки в основних франшизах спекулятивної фантастики зазвичай зображуються як гетеросексуальні за своєю природою. Міжвидові та міжетнічні стосунки зазвичай зображуються, тоді як гомосексуальні стосунки та трансгендерні персонажі зустрічаються рідше.

### Фільми
Лише в 1980-х роках у фільмах стали частіше з'являтися ЛГБТ-персонажі. Фільми кінця 1920-х і початку 1930-х років відображали ліберальне ставлення того часу і могли включати сексуальні натяки та посилання на гомосексуальність, але з 1930-х до 1968 року кіноіндустрія в США дотримувалася Кодексу виробництва. У кодексі викладено, що є морально прийнятним для публічної аудиторії; посилання на сексуальні «збочення», такі як гомосексуальність, були заборонені. Практично всі кінофільми, створені в Сполучених Штатах, дотримувалися цього кодексу, і подібна цензура була поширеною в інших країнах, наприклад, рання версія першого лесбійського фільму про вампірів «Дочка Дракули», фільм, описаний у The Celluloid Closet як представлення «гомосексуальності як хижацької слабкості», у 1935 році було відхилено Британською радою кіноцензорів, яка частково сказала «. . . „Дочці Дракули“ знадобилося б півдюжини… мов, щоб адекватно висловити свою звірину сутність». Авторка жахів Енн Райс назвала «Дочку Дракули» прямим джерелом натхнення для її власної гомоеротичної фантастики про вампірів, назвавши на честь фільму «Дочка Дракули» у своєму романі «Королеві проклятих» бар. Фільми, зняті під такою цензурою, могли представити гомосексуальність лише як приховану течію, і все одно загравали з суперечками, роблячи це, як, наприклад, у культовому фільмі жахів «Білий зомбі».
Менш суворі правила кіноіндустрії після Гейса дозволили сексуальності бути більш відкритою, і кіно в цілому стало більш сексуально відвертим, зокрема з 1980-х, але було спрямоване на суто розваги, а не на дослідження основної сексуальної динаміки. Значна частина сексу в фантастичному художньому фільмі призначена лише для збудження; огляд фантастичних фільмів визначив 10–15 % як еротичну порнографію, але залишалося рідкістю побачити геїв у фантастичних фільмах. Фільми жахів, однією з головних проблем яких був секс, продовжували піддаватися більш м'якій цензурі, оскільки вважалося, що вони несерйозні та легкі. Вампірів, зокрема, описують як очевидні еротичні метафори, і в результаті численні фільми про вампірів, починаючи з 1970-х років, чітко натякають або явно демонструють лесбійство, натхненно лесбійською історією про вампіршу Карміллу. Прототип голлівудського вампіра, Дракула, був показаний відкритим геєм у пародійному фільмі «Чи Дракула відстой?» у 1969 р.
Гей-жанрові фільми залишаються рідкісними, а включення геїв у науково-фантастичні фільми продовжує зводити їх до ролі другого плану, наприклад, другорядного персонажа «стереотипного, млявого, шаленого гомосексуаліста», якого зіграв Гарві Фірiтtйн у блокбастері «День незалежності» 1996 року. День незалежності, фільм, головною темою якого є тривога навколо чоловічої дружби та гомосексуальна паніка. Цікаво також відзначити, що режисер фільму Роланд Еммеріх є відкритим геєм. І все ж є деякі курйозні випадки, як-от Ктулху (2007), фільм жахів/трилер, заснований на творах Говарда Лавкрафта, в якому головний герой є геєм, але його гомосексуальність не є головним аспектом персонажа, хоча він важливий у розвитку. психології персонажа. Фільм переповнений монстрами та тривожними подіями. Крім того, у V означає Вендетта є два другорядних персонажі — один гей і одна лесбійка — показані як жертви тоталітарної антиутопії. У 2012 році побачив світ блокбастер Вачовські та Тома Тиквера «Хмарний атлас», у якому в одній із шести історій з'явилася пара геїв.

### Телебачення
Лише в 1990-х роках ЛГБТ-персонажі все частіше почали з'являтися на телебаченні. Телевізійне науково-фантастичне шоу «Вавилон 5» 1994 року представило бісексуального персонажа Сьюзан Іванову, чиї стосунки з колегою-телепатом було розкрито у 2 сезоні (1995). Адвокат назвав цей зв'язок найближчим, ніж франшиза «Зоряний шлях» або будь-який "клон «Зоряного шляху», як він назвав серіал, до «гей-істоти — а тим більше до людини-гея». «Вавилон 5» продовжив досліджувати стан одностатевих стосунків у майбутньому, представивши шлюб між чоловіком і наступним медовим місяцем як прикриття для двох головних героїв, які були на таємній місії до колонії Марса в сезоні 4.
Фентезійний телесеріал «Ксена: принцеса воїн» представив своїх головних героїв, Ксену та Габріеллу, як близьких супутників; спекуляції шанувальництва щодо лесбійських відтінків призвели до того, що вони стали лесбійськими іконами, хоча лесбійський вміст залишився на рівні підтексту. Серіал був названий «новаторським» і долав бар'єри, що дозволило створити наступні програми, такі як «Баффі, винищувачка вампірів», у якому представлено ряд персонажів ЛГБТ. Найвідомішою є головна героїня Віллов та її партнерки Тара та Кеннеді. Незважаючи на те, що їх хвалили за «здорові стосунки» та за те, що це було першими лесбійськими стосунками між головними персонажами на телебаченні в прайм-тайм, інші критикували використання чаклунства як метафори для лесбійського сексу. Смерть Тари відразу після примирення з Віллоу викликала обурення серед ЛГБТ-спільноти, яка сприйняла це як «гомофобне кліше». Ендрю Веллс, постійний лиходій і можливий союзник, наголошувався як гей, хоча й закритий. Серіал вплинув на подальшу телевізійну спекулятивну фантастику, включаючи Торчвуд. Серіал виграв низку тематичних ЛГБТ-нагород і був визнаний новаторським у зображенні геїв-молоді.
«Торчвуд» — британська науково-фантастична драматична телевізійна програма, яка є частиною тривалої франшизи «Доктор Хто», яка почалася в ефірі в 2006 році на BBC Three. Серіал досліджує кілька тем у своїй розповіді, зокрема теми ЛГБТ. Різні персонажі зображуються як сексуально текучі; через цих героїв серіал досліджує гомосексуальні та бісексуальні стосунки. Хоча природа їхньої сексуальної гнучкості прямо не обговорюється, персонажі пропонують різні погляди на орієнтацію, творець серіалу Рассел Т. Девіс сказав, що він сподівався кинути виклик очікуванням глядачів щодо моносексуальних персонажів: "Не роблячи це політичним або нудним, це буде дуже бісексуальною програмою. Я хочу зруйнувати бар'єри, щоб ми не могли визначити, хто з героїв є геєм. Нам потрібно почати змішувати речі, а не думати: «Це гей, і він буде ходити тільки з чоловіками». Девіс також описав Джека Харкнесса як пансексуала: «Він ловить будь-що з діркою. Джек не класифікує людей: якщо ви йому подобаєтеся, він зробить це з вами».
Включення значущих ЛГБТ-персонажів у сучасні спекулятивні фантастичні телесеріали не було повсюдним. Наприклад, відсутність одностатевих стосунків у франшизі «Зоряний шлях» вже давно є проблемою ЛГБТ-фандома, деякі з яких організували бойкот проти франшизи, протестуючи проти того, що вона не включає ЛГБТ-персонажів. Вони також зазначають, що Джин Родденберрі в більш пізньому житті робив заяви на користь прийняття гомосексуальності та зображення одностатевих стосунків у «Зоряному шляху», але висвітлення франшизи залишається мізерним.
У каноні «Зоряного шляху» до «Зоряного шляху: Відкриття» у 2017 році було мало представників ЛГБТ. Міжнародний огляд наукової фантастики опублікував статтю під назвою «В'язні догм і упереджень: чому немає персонажів G/L/B/T у Star Trek: Deep Space 9». Проте гендерна ідентичність іноді розглядалася як «проблема» в новому серіалі «Зоряний шлях», яка розглядалася як тема в окремих епізодах, таких як "Зоряний шлях: Дев'ятий епізод «Зоряний шлях» 1995 року «Заперечення», який був першим епізод серіалу, де розповідається про одностатеві стосунки та романтичний одностатевий поцілунок між жінками. Згодом у франшизі «Зоряний шлях» було показано кілька одностатевих поцілунків, але завжди в контексті злого «дзеркального всесвіту» («Новий плащ імператора») або володіння тілом («Воєначальник» та інші). У 2000 році в інтерв'ю Fandom сценарист «Зоряного шляху» Рональд Д. Мур припустив, що причиною відсутності гей-персонажів у телевізійній франшизі було те, що комусь так хотілося, і ніяка підтримка фанатів, акторського складу чи знімальної групи нічого не дасть. Останніми роками кілька романів і коміксів «Зоряний шлях», які офіційно ліцензовані, але не вважаються канонами, демонструють серйозні прямі одностатеві стосунки, зокрема зображення другорядного канонічного персонажа як гея.
У 2005 році на сайті відбулася прем'єра серіалу «Бухта Данте». Серіал включав як геїв, так і лесбійські пари, які мають справу з надприродними ситуаціями в однойменному прибережному місті. Наступного року SyFy відбулася прем'єра серіалу «Еврика». Серіал розповідав про вигадане місто в Орегоні, яке майже повністю складалося з геніїв. Серед них був власник міського кафе Вінсент, який також був геєм.
У 2008 році HBO випустило новий серіал «Справжня кров» на авансцену гей-телебачення, представивши на малому екрані різноманітних омнісексуальних персонажів, у тому числі: Лафайєт Рейнольдс (роль — Нельсан Елліс), Гесус Веласкес (роль — Кевін Алехандро), Тара Торнтон (у виконанні Рутіни Уеслі), Пем Свінфорд Де Бофорт (у виконанні Крістін Бауер), Едді Готьє (у виконанні Стівена Рута), Рассела Еджінгтона (у виконанні Деніса О'Хари) та Преподобного Стіва Ньюліна (у виконанні Майкла Макмілліана).
«Всесвіт Зоряної брами» у 2009 році став першим космічним науково-фантастичним серіалом, в основному акторському складі якого був відкрита лесбійка, а саме «Каміл Рей» у виконанні Мін-На. Рей також була першим лесбі-персонажем у франшизі та першим лесбійським азійcько-американським персонажем на телебаченні в прайм-тайм. Сюжетна лінія Рей охоплювала віддані довгострокові стосунки з її партнеркою із Землі Шерон (у виконанні Рейко Ейлсворт), реалістичний образ якої був дуже позитивно сприйнятий лесбійською спільнотою та пресою. Stargate Universe було скасовано після показу двох сезонів.
У 2009 році в кабельній мережі SyFy відбулася прем'єра серіалу Сховище 13. Пізніше в серіалі з'явився персонаж на ім'я Стів Джинкс, якого зіграв актор Аарон Ешмор, гей-урядовий агент, якому було призначено допомагати зберігати дивні артефакти.
У 2010 році було представлено приквел кабельної серії до Зоряний крейсер «Галактика» під назвою Каприка. Серіал висвітлив світ, у якому одностатеві шлюби були звичним явищем. Один із центральних персонажів на ім'я Сем Адама, якого зіграв Саша Ройз, мав чоловіка на ім'я Ларрі, якого зіграв Джуліус Чапл.
У 2011 році на кабельному каналі SyFy відбулася прем'єра серіалу «Бути людиною», американізованої версії раніше випущеного британського однойменного серіалу. Персонаж-лесбійка на ім'я Емілі Левісон, яку грає актриса Елісон Лоудер, була представлена як сестра однієї з головних героїнь. Того ж року кабельний серіал FX «Американська історія жаху» висвітлив гей-пару-привидів Чеда Ворвіка та Патріка, яких зіграли Закарі Квінто та Тедді Сірс. Кабельний канал HBO показала прем'єру серіалу «Гра престолів», заснованого на однойменній серії книг. У серіалі була гей-пара Ренлі Баратеон і Лорас Тірелл, яких зіграли актори Ґетін Ентоні і Фінн Джонс. Того ж року на MTV відбулася прем'єра кабельного серіалу «Вовченя». Одним із зображених персонажів є гравець у лакрос із старшої школи гей на ім'я Денні Махелані, якого грає Кеаху Кахуануї.

### Слеш фантастика
Платонічні близькі чоловічі стосунки в телевізійній та кінофантастиці були переосмислені шанувальниками як слеш-фантастика. Найпершим прикладом є Кірк/Спок. Слеш не можна комерційно розповсюджувати через авторські права, і до 1990-х років не розповсюджувався або публікувався в журналах. З появою Інтернету спільнота шанувальників і письменників слеш-фікшн почала згруповуватися на таких сайтах, як FanFiction.Net, а також веб-сайти та фанзини, присвячені популярним фантастичним франшизам, таким як «Секретні матеріали» та «Зоряний шлях». Використання персонажів із головних науково-фантастичних франшиз у «гей-чтивах» спричинило судові позови: LucasFilm надіслав накази про припинення й утримання, щоб запобігти переосмисленню гей-персонажів «Зоряних воєн», а Енн Райс сумно відома спробами зупинити виробництво слеш-фантастики, заснованоъ на її персонажах «Хронік вампіра», хоча багато персонажів за каноном є бісексуальними. Слеш-фантастику описують як важливу для ЛГБТ-спільноти та формування квір-ідентичності, оскільки вона являє собою опір очікуванням обов'язкової гетеросексуальності, але також зазначається, що вона не є репрезентативною для спільноти геїв, а є радше медіумом виражати феміністичне невдоволення НФ. За опитуваннями, більшість слеш-фандому складають гетеросексуальні жінки з вищою освітою. Ці демографічні показники старші за шанувальників яой, і їх, як правило, легше турбувати про слеш, що зображує сексуальність неповнолітніх, але це стає менш правдивим через популярність слеш-фантастики, навіяної Гаррі Поттером.
Фемслеш — піджанр слеш-фантастики, який зосереджується на романтичних та/або сексуальних стосунках між вигаданими жіночими персонажами. Як правило, персонажі фемслешу є гетеросексуальними у канонічному всесвіті; однак подібні фанфіки про лесбійських персонажів для зручності зазвичай позначають як фемслеш. Існує менше фемслешу, ніж слешу, заснованого на чоловічих парах — було припущено, що гетеросексуальні авторки слешу зазвичай не пишуть фемслеш, і що рідко можна знайти фандом із двома достатньо привабливими жіночими персонажами. Джейнвей/Сім є головною жіночою парою Star Trek, оскільки лише вони мають «екранні стосунки, сповнені глибокого емоційного зв'язку та конфлікту». Існують дискусії щодо того, чи вважаються фанфіки про канонічних лесбійок, як-от Віллоу та Тара про Баффі, винищувачку вампірів, «слешем», сюжетні лінії їхніх стосунків більш скромні, ніж гетеросексуальні, що спонукає авторів фемслешу Віллоу/Тару заповнити прогалини у відомому сюжет стосунків. Письменники-чоловіки «Відносно недавно» почали писати фемслеш.

## Реакція спільноти фантастики
Існує довга історія толерантного ставлення до ЛГБТ-людей у науково-фантастичній групі. Учасники ранніх конференцій помічали присутність геїв, але зазвичай це не обговорювалося — ідея про те, що геї чи лесбійки шукатимуть визнання в науково-фантастичній спільноті, була «немислимою», а в 1940-х роках редактор фанзину звинуватив Асоціацію наукової фантастики Анджелеса, та була «повна геїв». Це викликало скандал у фанатських колах. Відомий фанат наукової фантастики Форрест Акерман вважається одним із перших членів фендому, який відкрито підтримав рух геїв і лесбійок. Він був відомий тим, що писав ранню лесбійську літературу та допомагав у публікації The Ladder, журналу нещодавно створеної лесбійської групи Daughters of Bilitis. Він стверджує, що група назвала його почесним лесбійцем за його підтримку, а також за те, що він написав під псевдонімом найранішу роботу «лесбійської фантастики» в 1947 році в Vice Versa, лесбійському фанзину, редагованому Лізою Бен.
Зі збільшенням кількості творів із ЛГБТ-персонажами зросла й помітність ЛГБТ-фанів. Принаймні ще під час Worldcon 1980 (Noreascon Two) були зібрання ЛГБТ і членів науково-фантастичної спільноти, позитивних до ЛГБТ, зокрема Семюела Ділейні, Меріон Зіммер Бредлі та Мелісси Скотт. Однак такі зустрічі не обов'язково свідчать про щире сприйняття в фан-спільноті, а геїв і лесбійок не вважали єдиною групою інтересів. Неформальні зустрічі на конференціях і спроба створити інформаційний бюлетень для шанувальників ЛГБТ не привернули уваги.
Спілкування між ЛГБТ-фанатами тривало, нарешті об'єднавшись на Worldcon 1986 року в план дій. Це призвело до першого з'їзду наукової фантастики Gaylaxicon, що відбувся в 1988 році, а згодом до створення спільнотою науково-фантастичних мереж Gaylactic Network і Gaylactic Spectrum Awards. Дискусії на гей-тематику тепер є основною частиною таких конференцій, як ВісКон; наприклад, на ВісКон 30 відбулася дискусійна панель «Чому жінки пишуть про геїв», а на 38-й Всесвітній конвенції наукової фантастики в Бостоні була дискусійна панель під назвою «Закритий відкритий розум — гомофобія в науковій фантастиці та фентезі».
Інші автори наукової фантастики, такі як Орсон Скотт Кард, були піддані критиці з боку ЛГБТ-спільноти за їхні твори чи думки, які були описані як гомофобні.
Деяка лесбійська наукова фантастика націлена саме на лесбійську аудиторію, а не на шанувальників наукової фантастики, і видається невеликими феміністськими або лесбійськими видавництвами, такими як Bella Books, Bold Strokes Books, Ylva Publishing, Regal Crest Enterprises, Bedazzled Ink, Intaglio Publications і Spinsters Ink. Відомим автором наукової фантастики, що публікується в лесбійській пресі, є Кетрін В. Форрест.

## ЛГБТ премії фантастики
Існує ряд нагород, які визнають твори на перетині ЛГБТ та фантастики:
- Нагорода Gaylactic Spectrum Awards вшановує твори наукової фантастики, фентезі та жахів, які включають позитивні дослідження геїв, лесбійок, бісексуалів або трансгендерних персонажів, тем або проблем. Премія заснована в 1999 році і присуджується за найкращий роман, художню прозу та інші твори минулого року. Твори, створені до заснування премії, можуть бути включені до Зали слави.[215]
- Літературна премія «Лямбда» включає нагороди за наукову фантастику, фентезі та жахи. Нагороди вперше були вручені в 1989 році, в окремих категоріях за фантастику для лесбійок і геїв. У 1993 році ці категорії були об'єднані, і з того часу об'єднана нагорода кілька разів змінювала назву. Хоча нагороди присуджуються на основі якості тексту та тем ЛГБТ, сексуальна орієнтація автора також є фактором.[216]
- Премія Джеймса Тіптрі-молодшого вручається творам наукової фантастики чи фентезі, які розширюють або досліджують розуміння гендеру.[217] Таким чином, часто йдеться про роботи, які прямо або побічно стосуються проблем геїв, лесбійок, бісексуалів чи трансгендерів.[218]
- Нагороди літературного товариства «Золота корона» (або «Goldies») присуджуються творам, що містять лесбійські теми або зображення лесбійських персонажів. Нагороди присуджуються в численних категоріях, включаючи фантастику (або «Наукову фантастику/фентезі/жахи») і паранормальний роман.[219][220]

## Виноски
a  Ф використовується всюди як абревіатура для фантастики, для зручності. Наукова фантастика та слеш-фантастика пишуться повністю, якщо згадуються окремо.
b  Зібрано в Крізь тьмяне скло.
c  Зібрано в Блюдце самотності.
d  Зібрано в Її дим піднімався назавжди.
e  Зібрано в Дванадцять чвертей вітру.